# Clunies-Ross

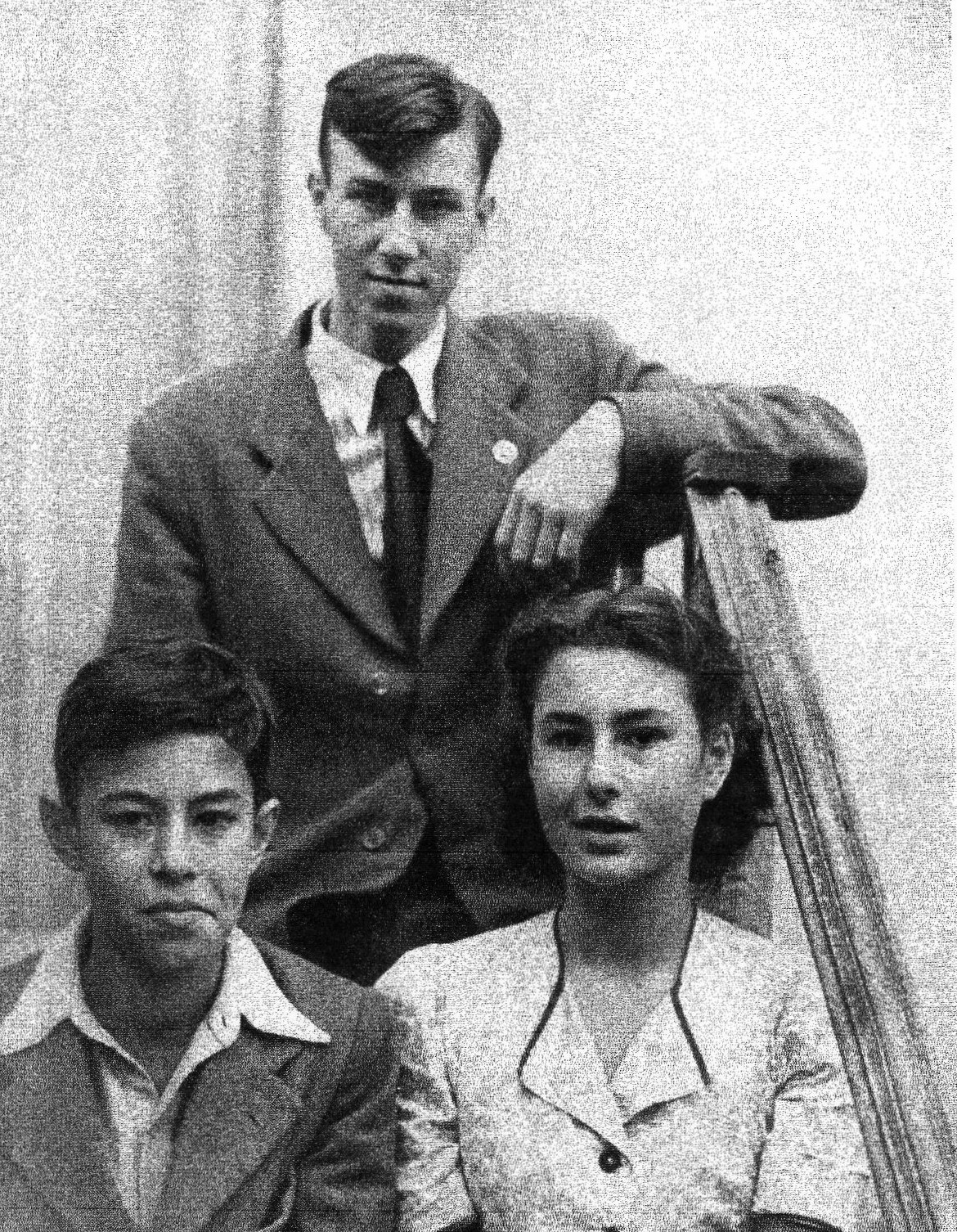
Clunies-Ross Familie, Generation der 1930er Jahre

Clunies-Ross ist eine aus Schottland stammende Familie, die von 1827 bis 1978 (de facto nur bis 1955) die Kokosinseln beherrschte.
Der schottische Kapitän John Clunies-Ross rief sich 1827 zum König Ross I. von den Kokosinseln aus. Dieser Titel wurde von seinen Nachfahren bis 1978 beansprucht, als König Ross V. die Inseln der australischen Regierung verkaufte, welche sie schon seit 1955 verwaltete.
Weder John Clunies-Ross noch seine Nachfahren waren je international als Könige anerkannt. Ross V. starb 2021 in Perth im Exil, aber sein Sohn John George Clunies-Ross (* 1957) lebt in der Hauptstadt der Kokosinseln West Island.

## Könige der Kokosinseln
|    | König                               | Amtszeit          | Lebenszeit |
| -- | ----------------------------------- | ----------------- | ---------- |
| 1. | John Clunies-Ross (Ross I.)         | 1827–26. Mai 1854 | 1786–1854  |
| 2. | John George Clunies-Ross (Ross II.) | 1854–1871         | 1823–1871  |
| 3. | George Clunies-Ross (Ross III.)     | 1871–7. Juli 1910 | 1841–1910  |
| 4. | Sydney Clunies-Ross (Ross IV.)      | 1910–1944         | 1880–1944  |
| 5. | John Cecil Clunies-Ross (Ross V.)   | 1944–1978         | 1928–2021  |